# Sudanonautes floweri
Sudanonautes floweri is een krabbensoort uit de familie van de Potamonautidae. De wetenschappelijke naam van de soort is voor het eerst geldig gepubliceerd in 1901 door De Man.